# 72-й меридіан східної довготи
72-й меридіан східної довготи — лінія довготи, що лежить на 72 градуси східніше Гринвіцького меридіана. Вона проходить від Північного полюса через Північний Льодовитий океан, Азію, Індійський океан, Південний океан та Антарктиду до Південного полюса.
72-й меридіан східної довготи формує велике коло разом із 108-мим меридіаном західної довготи.

## Список географічних об'єктів, що перетинає 72° сх. д.
Починаючи на Північному полюсі та рухаючись до Південного полюса, 72-й меридіан східної довготи проходить через:
| Координати                                                 | Країна, територія або море | Примітки |
| ---------------------------------------------------------- | -------------------------- | --- |
| 90°0′ пн. ш. 72°0′ сх. д. / 90.000° пн. ш. 72.000° сх. д.  | Північний Льодовитий океан | |
| 81°6′ пн. ш. 72°0′ сх. д. / 81.100° пн. ш. 72.000° сх. д.  | Карське море               | |
| 72°48′ пн. ш. 72°0′ сх. д. / 72.800° пн. ш. 72.000° сх. д. | Росія                      | Проходить через півострів Ямал |
| 71°33′ пн. ш. 72°0′ сх. д. / 71.550° пн. ш. 72.000° сх. д. | Обська губа                | |
| 71°21′ пн. ш. 72°0′ сх. д. / 71.350° пн. ш. 72.000° сх. д. | Росія                      | Проходить через півострів Ямал |
| 67°2′ пн. ш. 72°0′ сх. д. / 67.033° пн. ш. 72.000° сх. д.  | Обська губа                | |
| 66°14′ пн. ш. 72°0′ сх. д. / 66.233° пн. ш. 72.000° сх. д. | Росія                      | |
| 54°14′ пн. ш. 72°0′ сх. д. / 54.233° пн. ш. 72.000° сх. д. | Казахстан                  | |
| 42°47′ пн. ш. 72°0′ сх. д. / 42.783° пн. ш. 72.000° сх. д. | Киргизстан                 | |
| 41°10′ пн. ш. 72°0′ сх. д. / 41.167° пн. ш. 72.000° сх. д. | Узбекистан                 | |
| 40°20′ пн. ш. 72°0′ сх. д. / 40.333° пн. ш. 72.000° сх. д. | Киргизстан                 | |
| 39°21′ пн. ш. 72°0′ сх. д. / 39.350° пн. ш. 72.000° сх. д. | Таджикистан                | |
| 36°48′ пн. ш. 72°0′ сх. д. / 36.800° пн. ш. 72.000° сх. д. | Афганістан                 | |
| 36°34′ пн. ш. 72°0′ сх. д. / 36.567° пн. ш. 72.000° сх. д. | Пакистан                   | Хайбер-Пахтунхва Пенджаб |
| 28°12′ пн. ш. 72°0′ сх. д. / 28.200° пн. ш. 72.000° сх. д. | Індія                      | Раджастхан Гуджарат |
| 21°8′ пн. ш. 72°0′ сх. д. / 21.133° пн. ш. 72.000° сх. д.  | Індійський океан           | Проходить східніше рифа Чербаніані[en], Лакшадвіп, Індія Проходить східніше рифа Черіяпані[en], Лакшадвіп, Індія Проходить західніше атола Бітра[en], Лакшадвіп, Індія Проходить західніше атола Перумал-Пар[en], Лакшадвіп, Індія Проходить західніше острова Агатті[en], Лакшадвіп, Індія Проходить східніше атола Перос-Баньос[en], Британська Територія в Індійському Океані |
| 60°0′ пд. ш. 72°0′ сх. д. / 60.000° пд. ш. 72.000° сх. д.  | Південний океан            | |
| 68°25′ пд. ш. 72°0′ сх. д. / 68.417° пд. ш. 72.000° сх. д. | Антарктида                 | Проходить через Австралійську антарктичну територію (претендує Австралія) |